# Effectentransactie
Onder een effectentransactie wordt verstaan het verhandelen van effecten via de beurs. De afhandeling van een effectentransactie in Nederland, via Euronext, gebeurt op een vaste wijze.

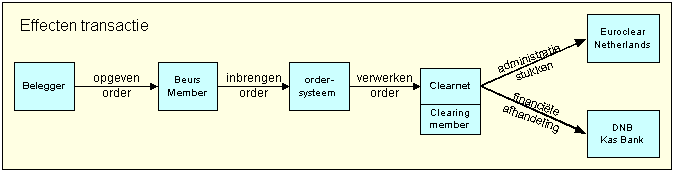
Effecten Transactie: flow

## Belegger
De belegger bepaalt wat hij wil verhandelen, welk fonds, welk type van effecten, welke hoeveelheden (aantal/bedrag). De belegger kan dat doen op grond van eigen voorkeur, maar kan zich hierin ook laten adviseren. De banken en brokerage-firma’s zullen adviezen kunnen geven.
De belegger geeft de order door aan een partij die op de beurs mag handelen, een beurs member of broker.

## Beurs Member
Op basis van de informatie van de belegger zal de broker de order boeken. De gegevens van de order worden verzameld om die vervolgens door te geven aan de andere handelaren op de beurs middels het handelssysteem. De gegevens die met de order samenhangen zijn:
- Soort order: koop of verkoop
- Aantal of bedrag: wordt een aantal stukken aangeboden/gevraagd of gaat het om een bedrag
- Fonds: een omschrijving van waar het omgaat, bijvoorbeeld een aandeel KLM of een obligatie: 4,25% Nederland 2003 p. 2013
- Afrekenconditie: in euro’s of in buitenlandse valuta
- Uitvoeringsconditie: onder welke voorwaarden kan de transactie ook echt tot stand komen. Dit gaat dan om zaken als:
  - Koers: tegen welke koers vindt de transactie plaats
  - Type order: is het een bestensorder, limietorder, bestens naar limietorder of is het een stop order.
  - Looptijd: is het een dagorder, een good till date order of een good till canceled order.
  - Plaats: moet het op de standaard markt uitgevoerd worden, of moet de order op een buitenlandse beurs waar het betreffende aandeel (ook) genoteerd is uitgevoerd worden.
  - Conditie: moet een order helemaal uitgevoerd worden, of is een uitvoering van een deel al voldoende (bijzondere orders: Fill and Kill order, All or None order, Hidden Quantity order en Minimum Quantity order).
- Datum/tijd van ontvangst van de order
- Eventuele extra gegevens, bijvoorbeeld de ISIN-code, een unieke code voor elk fonds dat op de wereld via een beurs verhandelbaar is.

## Handelssysteem
Met de fusie van de beurzen van Amsterdam, Brussel en Parijs is er één systeem voor het verhandelen van de effecten voor die drie beurzen, het Nouveau Système de Cotation (NSC). Het NSC zorgt voor het samenbrengen van vraag en aanbod op de beurs. Het systeem is opgezet op basis van de principes zoals deze door de Europese beurzen zijn vastgelegd in het Europees Markt Model. De belangrijkste principes:
- Een centrale, order-driven markt 
Alle orders lopen via één geautomatiseerd systeem, de binnenkomende orders en de in het orderboek al aanwezige orders bepalen de handel.
- Automatische matching en executie 
Voor het bij elkaar brengen van vraag en aanbod zijn vaste regels gedefinieerd, die objectief geautomatiseerd uitgevoerd worden
- Rangschikking 
De orders worden uitgevoerd op basis van een rangschikking op prijs (hoogste vraagprijs / laagste aanbodprijs) en op tijdstip van binnenkomst
- Anonimiteit 
Het is aan de order zelf niet te zien wie de order ingebracht heeft. Wel kan een member natuurlijk zijn eigen orders zien, maar de andere orders zijn niet te onderscheiden

## Orderafwikkeling-Clearing
Clearnet Amsterdam Branch Cash Operations is verantwoordelijk voor de Clearing van de order, oftewel voor de garantie dat de order uitgevoerd wordt op het moment dat de orders in het NSC gematched is.

## Orderafwikkeling-Settlement
Na de Clearing vindt nog de afhandeling van de order plaats, het regelen van de financiële transactie vindt plaats door DNB wanneer de transactie in euro’s is, en door een clearing member wanneer het andere valuta betreft. 
Euroclear Netherlands verzorgt als de Central Securities Depository vervolgens de fondsenmutatie: het overboeken van de onderliggende stukken van de effecten van de verkopende partij naar de kopende partij.